# Bilheteira dos cinemas em Portugal em 2006
Lista com o valor das receitas em euros (€) e o número de espectadores dos principais filmes lançados nos cinemas em Portugal, no ano de 2006.

## Os 20 filmes mais vistos
| #  | Estreia                | Filme                                         | Receita bruta  | Espectadores |
| -- | ---------------------- | --------------------------------------------- | -------------- | ------------ |
| 1  | 18 de maio de 2006     | O Código Da Vinci                             | 3 299 657,12 € | 756 770      |
| 2  | 20 de julho de 2006    | Piratas das Caraíbas - O Cofre do Homem Morto | 2 700 198,08 € | 638 114      |
| 3  | 30 de março de 2006    | A Idade do Gelo 2: Descongelados              | 2 008 418,41 € | 493 374      |
| 4  | 13 de julho de 2006    | Pular a Cerca                                 | 1 725 969,45 € | 422 251      |
| 5  | 23 de novembro de 2006 | 007 - Casino Royale                           | 1 626 685,77 € | 375 162      |
| 6  | 3 de agosto de 2006    | Miami Vice                                    | 1 295 646,93 € | 307 788      |
| 7  | 4 de maio de 2006      | Missão Impossível III                         | 1 276 375,88 € | 298 428      |
| 8  | 31 de agosto de 2006   | Eu, Tu e o Emplastro                          | 1 177 775,00 € | 289 038      |
| 9  | 13 de abril de 2006    | Infiltrado                                    | 1 178 358,83 € | 279 424      |
| 10 | 12 de outubro de 2006  | Filme da Treta                                | 1 090 992,13 € | 278 421      |
| 11 | 21 de setembro de 2006 | World Trade Center                            | 1 136 072,68 € | 268 578      |
| 12 | 2 de fevereiro de 2006 | Munique                                       | 1 033 867,00 € | 242 628      |
| 13 | 6 de julho de 2006     | Separados de Fresco                           | 987 375,67 €   | 236 409      |
| 14 | 30 de novembro de 2006 | Por Água Abaixo                               | 942 743,29 €   | 229 956      |
| 15 | 26 de outubro de 2006  | O Diabo Veste Prada                           | 944 528,10 €   | 223 792      |
| 16 | 29 de junho de 2006    | Carros                                        | 891 173,02 €   | 219 036      |
| 17 | 5 de janeiro de 2006   | Dick e Jane - Ladrões Sem Jeito               | 912 435,42 €   | 216 929      |
| 18 | 20 de abril de 2006    | Scary Movie 4 - Que Susto de Filme!           | 886 186,94 €   | 215 935      |
| 19 | 24 de agosto de 2006   | Garfield 2                                    | 863 397,80 €   | 213 319      |
| 20 | 19 de janeiro de 2006  | Match Point                                   | 900 868,95 €   | 207 536      |

## Exibição por distrito / região autónoma
| Distrito         | Ecrãs | Lugares | Sessões | Receita bruta   | Espectadores |
| ---------------- | ----- | ------- | ------- | --------------- | ------------ |
| Aveiro           | 22    | 4 589   | 23 020  | 1 687 883,93 €  | 410 316      |
| Beja             | 10    | 3 019   | 484     | 53 085,25 €     | 20 376       |
| Braga            | 29    | 5 259   | 31 862  | 3 137 634,78 €  | 797 505      |
| Bragança         | 3     | 444     | 2 814   | 152 556,00 €    | 42 632       |
| Castelo Branco   | 8     | 1 431   | 6 595   | 586 108,00 €    | 152 630      |
| Coimbra          | 25    | 4 984   | 29 818  | 2 637 188,39 €  | 643 392      |
| Évora            | 7     | 1 822   | 2 136   | 283 761,42 €    | 67 850       |
| Faro             | 30    | 5 028   | 39 595  | 4 575 666,18 €  | 1 073 952    |
| Guarda           | 4     | 981     | 304     | 30 888,90 €     | 17 807       |
| Leiria           | 15    | 2 643   | 6 862   | 842 062,15 €    | 208 763      |
| Lisboa           | 144   | 25 890  | 219 384 | 27 904 190,51 € | 6 302 043    |
| Portalegre       | 4     | 815     | 219     | 30 825,85 €     | 11 361       |
| Porto            | 84    | 16 078  | 113 639 | 14 010 824,83 € | 3 558 870    |
| Santarém         | 12    | 1 950   | 12 995  | 1 220 837,95 €  | 307 987      |
| Setúbal          | 35    | 8 017   | 49 393  | 6 388 764,55 €  | 1 539 777    |
| Viana do Castelo | 8     | 1 763   | 6 083   | 720 745,05 €    | 183 773      |
| Vila Real        | 8     | 1 102   | 10 217  | 792 810,60 €    | 192 995      |
| Viseu            | 14    | 2 414   | 9 682   | 873 157,75 €    | 213 981      |
| Açores           | 4     | 562     | 5 840   | 627 137,00 €    | 159 845      |
| Madeira          | 13    | 2 676   | 20 197  | 1 764 696,88 €  | 461 574      |
| Total nacional   | 479   | 91 467  | 591 139 | 68 320 825,97 € | 16 367 429   |